# Їзкор

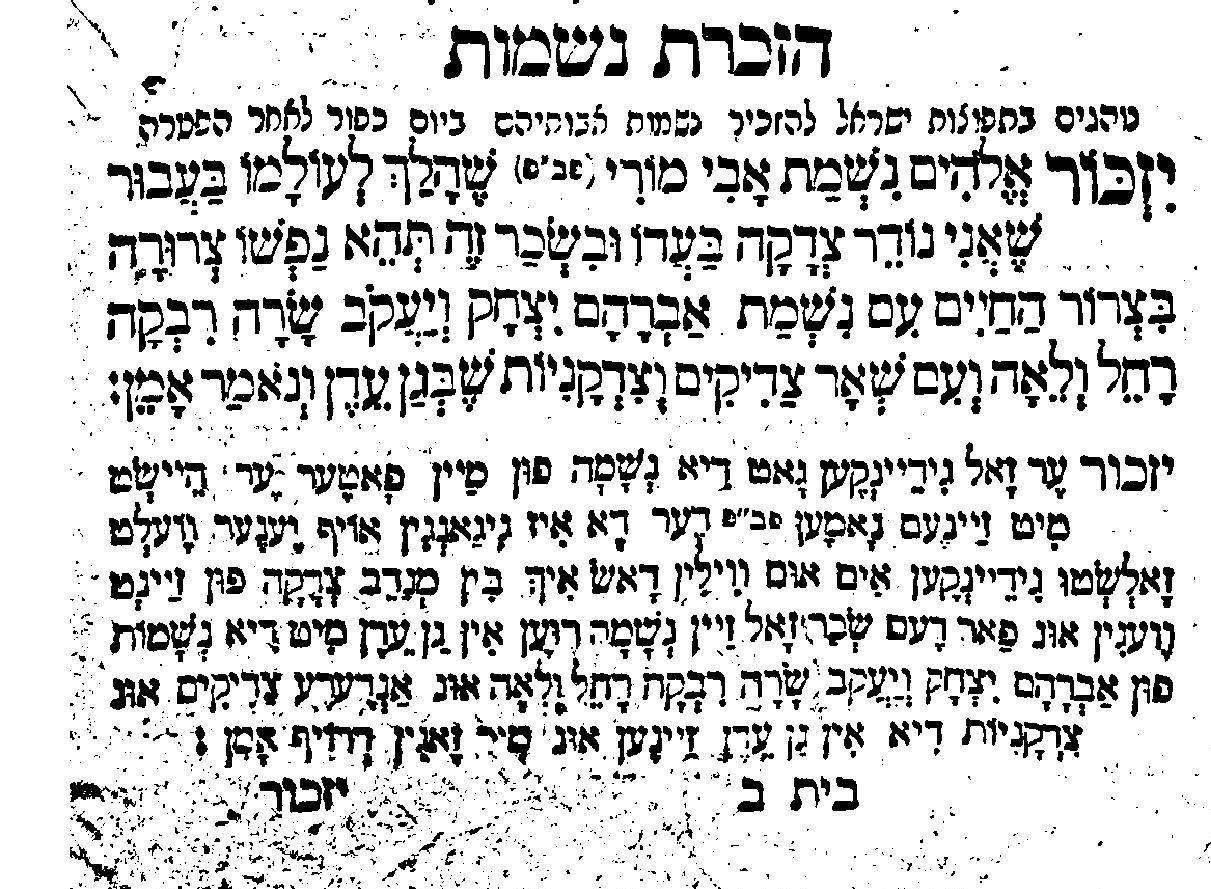
Молитва Їзкор у махзорі 1876 року

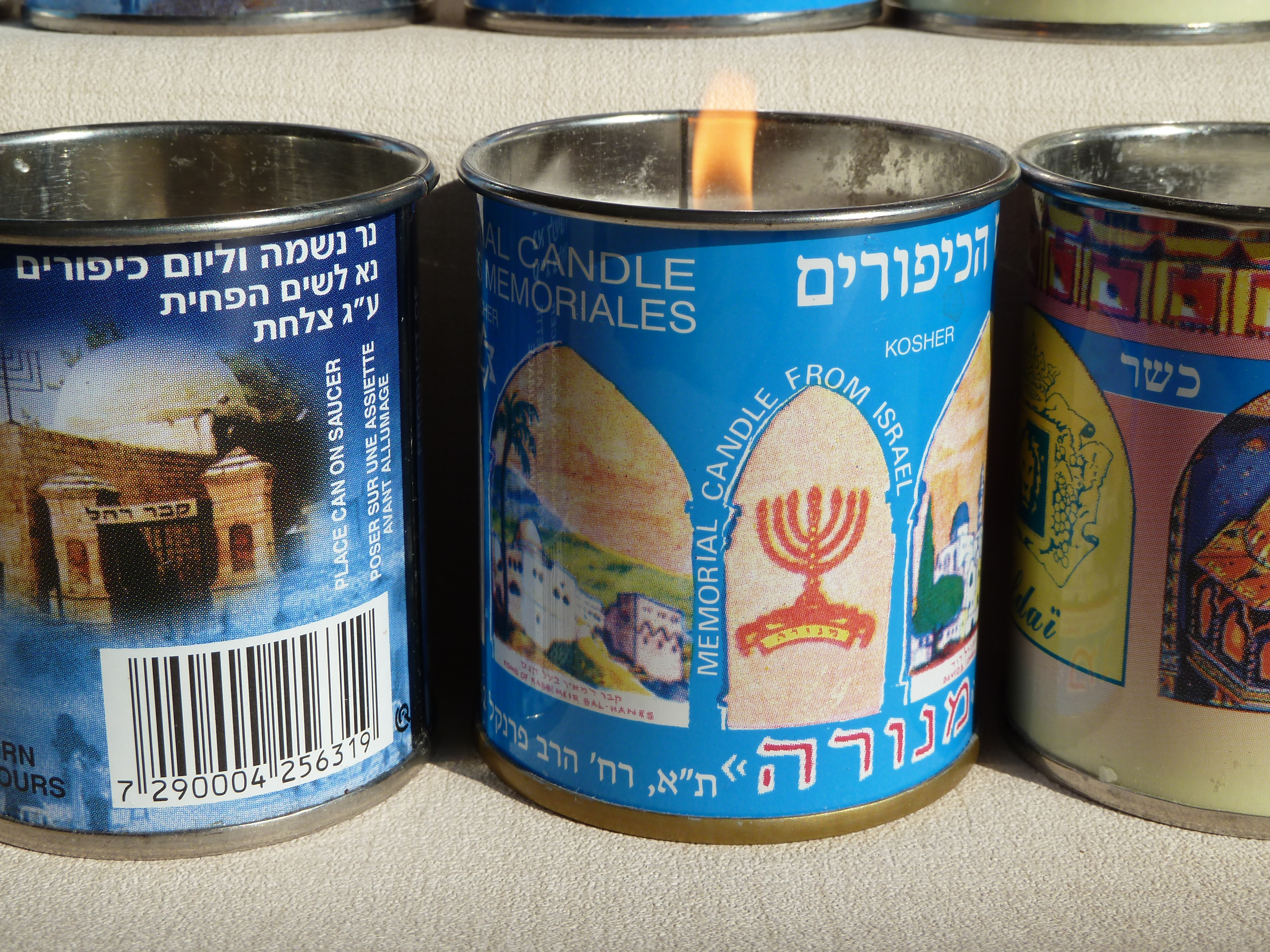
Помінальні добові свічки для Їзкор та Йорцайт

Газкара́т Нешамо́т (івр. הַזְכָּרַת נְשָׁמוֹת  дослівно — «поминання душ»), відома за своїм відкриваючим словом Їзкор (івр. יִזְכּוֹר  дослівно — «згадає [Вс-вишній]»), є ашкеназькою єврейською поминальною молитвою.

## Традиція
Це важлива подія для багатьох євреїв, навіть тих, хто не відвідує синагогу регулярно. У більшості ашкеназьких громад вона проводиться після ранкового читання Тори чотири рази на рік: в Йом Кіпур, в останній день Песаха, в Шавуот (не в Ізраїлі — на другий день свята) та в Шміні ацерет (одразу після Сукоту).
У сефардському звичаї немає традиції молитви Їзкор, але аналогічну роль у богослужінні виконує молитва Гашкавот (англ. Hashkavóth).

## Походження
Найранішим джерелом Їзкор є Мідраш Танхума, В якому згадується звичай поминати померлих і давати за них пожертви в Йом Кіпур. Згідно з Сіфрою, читання Їзкор в Йом Кіпур досягає спокути для тих, хто помер. Ця служба була популяризована на тлі переслідувань євреїв під час хрестових походів.

## Звичаї
Тим, в кого обидва батьки живі, прийнято залишати синагогу (молитовню) під час служби Їзкор із поваги чи забобонів. Зазвичай молитву не відвідують протягом першого року жалоби за родичем. Молитви Їзкор призначені для читання в синагозі з міньяном; якщо людина не може бути з міньяном, вона може читати їх без неї. Проте ця практика є звичаєм і історично не вважається обов'язковою.
У деяких громадах Їзкор починається з респонсівних віршів і може також включати Псалом 91. Окрім особистих молитов Їзкор часто також є колективні молитви за мучеників і жертв Голокосту, а також закликом до благодійності. Служба завершується молитвою «Ав Арахамім» (Милосердний Батько).
Свічки на Йорцайт зазвичай запалюють й в ті дні, коли читають Їзкор.